# Albert Reychler
Albert Reychler (* 6. Mai 1854 in Sint-Niklaas, Ostflandern, Belgien; † 25. November 1938 ebenda) war ein belgischer Chemiker.

## Leben
Reychlers Vater Charles Reychler-Van Eyck war Handelsrichter, sein Bruder Lucien Reychler Fabrikant und Botaniker. Nach der Schulausbildung im katholischen St.-Joseph-Klein-Seminar studierte er Physik an der Universität Gent und anschließend im Labor für Chemie bei Carl Remigius Fresenius in Wiesbaden sowie bei Friedrich August Kekulé von Stradonitz in Bonn. 1885 wurde er mit einer Arbeit zu Ammoniumderivaten von Silbersalzen promoviert. 1893 übernahm er einen Lehrstuhl für physikalische Chemie an der Université libre de Bruxelles, den er bis 1906 innehatte. Danach forschte er in seinem Privatlabor in Sint-Niklaas weiter.
1954 fand in Sint-Niklaas eine feierliche Gedenkfeier der Königlich Flämischen Akademie der Wissenschaften, Künsten und Schönen Künsten Belgiens statt.

## Wirken
Reychler war Autor mehrerer Bücher und Inhaber mehrerer Patente, beispielsweise über ein „Verfahren zur Chlordarstellung“ (1890, D.R.P. 51450), ein „Verfahren zur Darstellung von Carvacrol“ (1891, D.R.P. 64426), sowie ein „Verfahren zur Darstellung von Sulfosäuren des Kamphers“, nach dem die heute als Camphersulfonsäure bekannte chemische Verbindung auch als Reychlers Säure bezeichnet wurde. 

## Werke
- Les théories physico-chimiques, von Dr. A. Reychler, Professor an der Universität zu Brüssel; Nach der dritten Auflage des Originals, bearbeitet von Dr. B. Kühn. 1897. (eingeschränkte Vorschau in der Google-Buchsuche)